# Pampa de Lari
La Pampa de Lari es una cuenca hidrográfica endorreica internacional ubicada en la puna de Atacama, entre la Región de Antofagasta y la Provincia de Jujuy.: 10 
La mayor parte del área de la cuenca y su base de equilibrio se encuentran en Jujuy. Su base de equilibrio es el salar del Rincón, que actualmente es un importante proyecto minero de explotación del litio.